# Abdelrazaq Al Hussain
Abdelrazaq Al Hussain (Aleppo, 15 settembre 1986) è un calciatore siriano, centrocampista del Dibba Al-Fujairah e della Nazionale di calcio della Siria.

## Carriera

### Nazionale
Ha partecipato ai Mondiali Under-20 del 2005 ed alla Coppa d'Asia del 2011.